# Cytisus multiflorus
La escoba blanca  (Cytisus multiflorus) es un arbusto de la familia de las fabáceas.

## Descripción

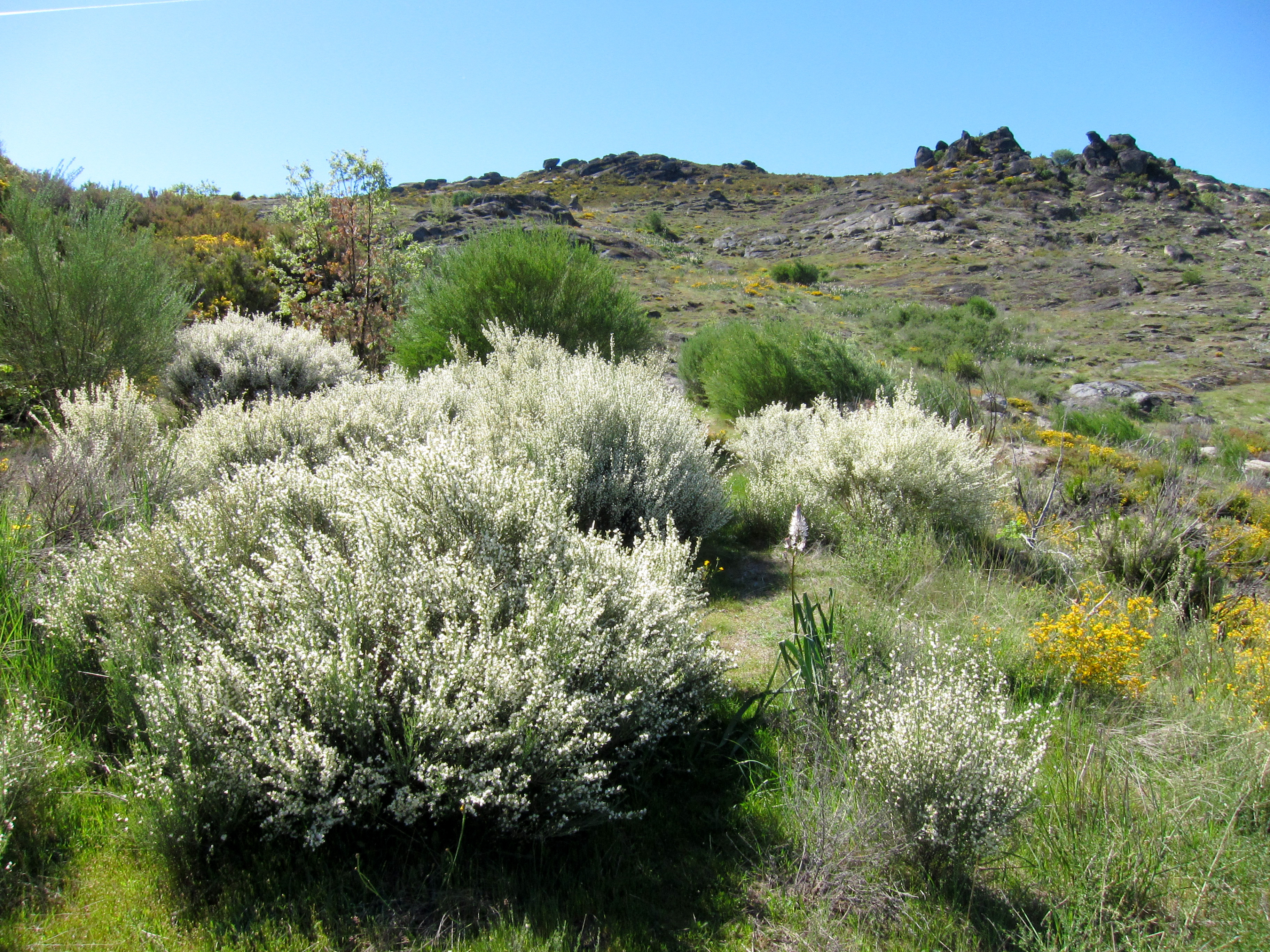
Hábito de la escoba blanca en el Parque natural de Montesinho, Portugal.

Es un arbusto erguido que puede superar los 2 m de altura, con ramas angulosas y flexibles; las jóvenes pubescentes y estriadas. Las hojas situadas en la parte superior de las ramas son simples y linear-lanceoladas, las de la parte inferior trifolioladas y prácticamente sentadas. Flores blancas en número de 1-3 en las axilas de las hojas, formando un racimo flojo más o menos interrumpido. Pedúnculos cortos. Cáliz acampanado, pubescente y dividido en 2 labios divergentes. Corola de 9-12 mm con los pétalos de la misma longitud; estandarte sin pelos en el dorso, erguido y escotado, matizado de rojo en la base. Legumbre aplastada, vellosa, de hasta 2,5 cm de largo. Florece en primavera y a principios del verano.

## Hábitat
En terrenos silíceos, principalmente granitos, gneises y cuarcitas, entre rocas o en lugares pedregosos, en claros y linderos de los bosques. En los matorrales  altos o piornales de los pisos inferior o montano, hasta unos 1.500 m de altitud.

## Distribución
De forma natural únicamente en la península ibérica, repartido por el centro y mitad occidental, desde Galicia y Asturias, hasta Extremadura y Montes de Toledo, incluyendo las provincias de León, Zamora, Salamanca, Ávila, Madrid,  Ciudad Real etc. En Portugal está muy extendido y llega por el sur hasta el Algarve. Se ha naturalizado en Italia, Francia, Inglaterra, Estados Unidos y Nueva Zelanda.

## Taxonomía
Cytisus multiflorus fue descrita por (L´Hér.) Sweet y publicado en Hortus Britannicus 112. 1826.
Etimología
Cytisus: nombre genérico que deriva de la palabra griaga: kutisus, un nombre griego de dos leguminosas, que verosímilmente son una alfafa Medicago arborea L. y un codeso Laburnum anagyroides Medik.
multiflorus: epíteto latino que significa "com múltiples flores".
Citología
Números cromosomáticos de Cytisus multiflorus  (Fam. Leguminosae) y táxones infraespecificos: 2n=48
Sinonimia
- Cytisus albus (Lam.) Link
- Cytisus lusitanicus Willk.
- Genista alba Lam.
- Genista madagascariensis Baker
- Spartium multiflorum L'Hér.[8]

## Nombres comunes
- Castellano: escoba blanca, genista blanca, piorno, piorno blanco, retama blanca, retama de escobas.[7]